# よみうりテレビ映像
株式会社よみうりテレビ映像は、報道番組や制作番組を編集するプロダクション。よみうりテレビの関連会社である。
2011年2月1日、同じ讀賣テレビ放送の関連子会社である映像企画・サウンドエフェクトと統合し、ytv Nextryを設立した。

## 本社所在地
大阪市中央区城見2丁目2番53号　大阪東京海上日動ビルB1階

## 会社概要
- 設立 平成8年(1996年)8月8日
- 資本金 2500万円
- 主要株主 讀賣テレビ放送株式会社
- 役員
  - 代表取締役社長 森岡　啓人
  - 　　取締役　　 桑原　政彰　
  - 　　顧問　　　 池田　智
  - 従業員 27名（男：19名 女：8名 2010年3月現在）

## 事業内容
報道編集部 - 読売テレビ放送のニュースや情報番組などの編集業務、ニュース・スポーツのライブラリー業務。

番組編集部 - 読売テレビ放送のテレビ番組の編集、ポストプロダクション、番組ライブラリー業務。

## 関連会社
- 讀賣テレビ放送（株）
- （株）YTE
- （株）映像企画
- （株）よみうり文化センター
- （株）サウンドエフェクト
- （株）よみうりテレビサービス
- （株）ワイズビジョン
- （株）エイデック
- （株）デジタルウェーブ

## 制作協力番組
- かんさい情報ネットten!
- ズームイン!!SUPER
- ズームイン!!サタデー
- ウェークアップ!ぷらす
- 情報ライブ ミヤネ屋
- 朝生ワイド す・またん!